# Maria Theresia zu Löwenstein-Wertheim-Rosenberg

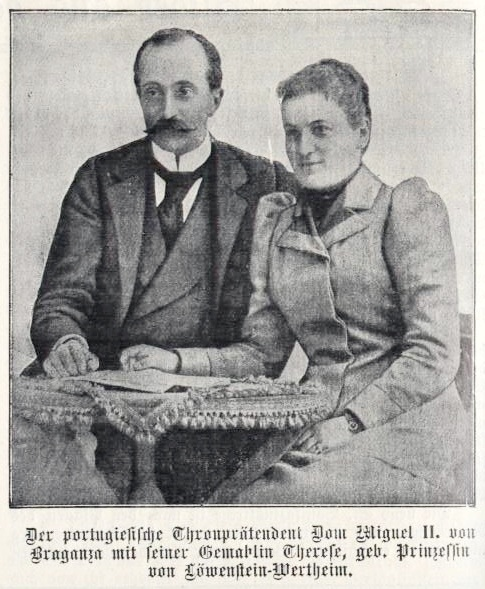
Prinzessin Maria Theresia zu Löwenstein-Wertheim-Rosenberg und ihr Gatte Herzog Michael von Braganza, 1908

Maria Theresia zu Löwenstein-Wertheim-Rosenberg, voller Vorname Maria Theresia Sophie Pia Anna Melchiora (* 4. Januar 1870 in Rom; † 17. Januar 1935 in Wien) war eine Tochter des Fürsten Karl VI. Heinrich Ernst zu Löwenstein-Wertheim-Rosenberg und Gattin des damaligen portugiesischen Thronprätendenten, Herzog Michael von Braganza.

## Leben
Maria Theresia zu Löwenstein-Wertheim-Rosenberg war das fünfte von acht Kindern des Fürsten Karl VI. Heinrich Ernst zu Löwenstein-Wertheim-Rosenberg und dessen zweiter Gattin Sophie von und zu Liechtenstein (1837–1899), Tochter des regierenden Fürsten Alois II. (Liechtenstein). 
Die Prinzessin heiratete am 8. November 1893 auf ihrem Familiensitz Schloss Löwenstein zu Kleinheubach den damaligen portugiesischen Thronprätendenten, Herzog Michael von Braganza. Er wurde geboren als Cousin von Prinzessin Maria Theresia, da deren Vater Fürst Karl VI. ein Bruder von Adelheid von Löwenstein-Wertheim-Rosenberg, der Mutter des Herzogs war. Dieser lebte als Witwer und brachte 3 Kinder aus der früheren Verbindung mit in die Ehe; sein Vater war der bereits lange verstorbene Exilkönig Michael I. von Portugal.

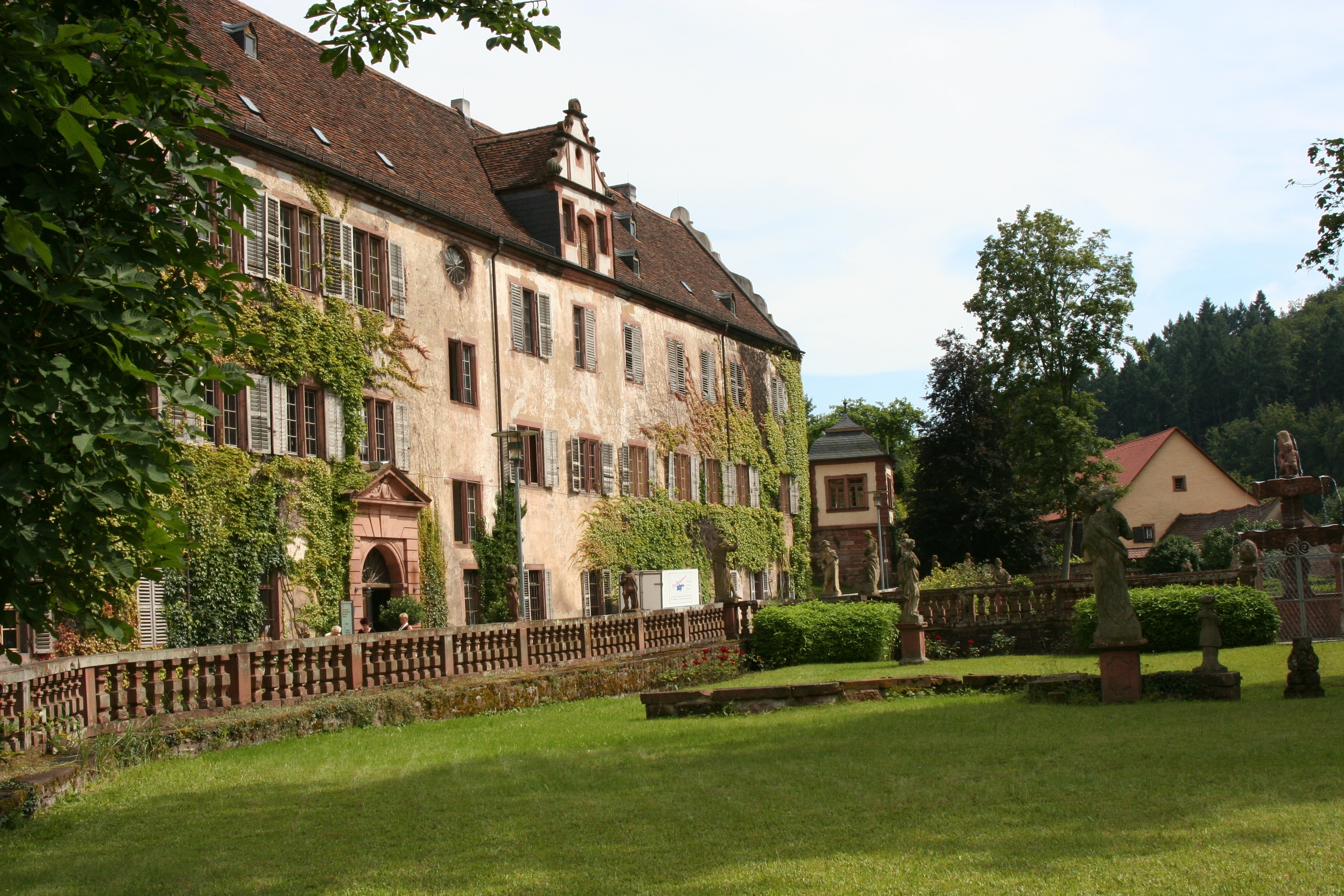
Der Prälatenbau von Kloster Bronnbach, ehemalige Residenz der Familie

Michael von Braganza diente als Offizier im österreichisch-ungarischen Heer  und schied beim Eintritt Portugals in den Ersten Weltkrieg aus dem aktiven Dienst aus. Seit 12. Oktober 1917 hatte er den Rang eines k.u.k. Feldmarschallleutnants inne. Er engagierte sich von nun an im übernationalen Malteserorden. Da er Portugal nicht betreten durfte, lebte er mit seiner Familie im Prälatenbau von Kloster Bronnbach (heute Wertheim), ab 1917 überwiegend auf dem (nicht mehr existenten) Neuen Schloss zu Seebenstein, bei Wien, wo Michael von Braganza 1927 verstarb. Er wurde nach Bronnbach überführt und vor dem Chorbereich der Klosterkirche Mariä Himmelfahrt bestattet. Seine Gattin Maria Theresia verstarb 1935 auf dem Flughafen Wien-Aspern und ruht in der Karmelitenkirche Hl. Familie zu Wien-Döbling.

## Kinder und Nachkommen
Maria Theresia von Löwenstein-Wertheim-Rosenberg, hatte mit Herzog Michael von Braganza acht Kinder. Es waren dies:
- Prinzessin Isabel Maria von Braganza (1894–1970) ⚭ Franz Joseph von Thurn und Taxis
- Prinzessin Maria Benedita von Braganza (1896–1971)
- Prinzessin Mafalda von Braganza (1898–1918)
- Prinzessin Maria Anna von Braganza (1899–1971) ⚭ Karl August von Thurn und Taxis. (Sie war die Schwiegermutter der Gloria Prinzessin von Thurn und Taxis)
- Prinzessin Maria Antónia von Braganza (1903–1973) ⚭ Sidney Ashley Chanler
- Prinzessin Filippa Maria von Braganza (1905–1990)
- Prinz Duarte Nuno von Braganza (1907–1976), Chef des alten Hauses Portugal
- Maria Adelaide Manuela America Michael Rafaela von Braganza (1912–2012) ⚭ Nicolaas Johannes Maria van Uden

Am 31. Juli 1920 bestimmte Michael von Braganza seinen Sohn Duarte II. Nuno (1907–1976) zu seinem Nachfolger als Familienoberhaupt. Dessen Sohn, Duarte Pius von Braganza (* 1945), ist der heutige (2012) Thronprätendent und Chef des Hauses Braganza. Er ist der Enkel von Prinzessin Maria Theresia zu Löwenstein-Wertheim-Rosenberg.